# L-vormen

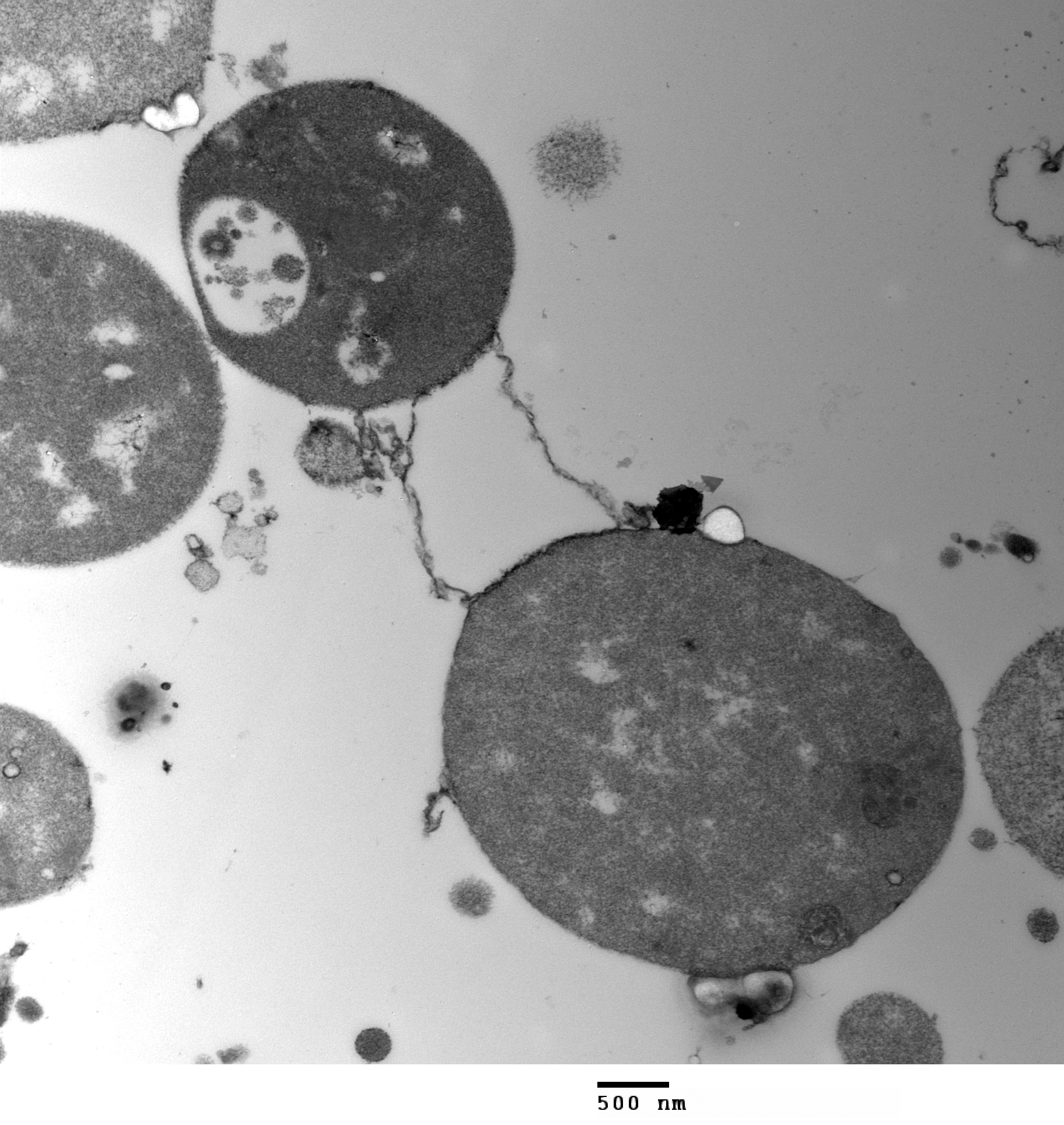
L-vormen van Bacillus subtilis

L-vormen (Engels: L-forms) zijn bacteriën waarvan de celwand geheel of gedeeltelijk ontbreekt. De naamgeving verwijst niet naar een specifieke soort. L-vormen kunnen ontstaan uit een willekeurige bacteriesoort die gewoonlijk wél een celwand produceert. Onder invloed van externe omstandigheden (bijvoorbeeld een chemische stof, een enzym of een antibioticum) wordt tijdens de vermeerdering de opbouw van een celwand geblokkeerd.
L-vormen lijken sterk op de celwandloze Mycoplasma's, maar deze laatsten hebben van nature geen celwand.

## Kenmerken

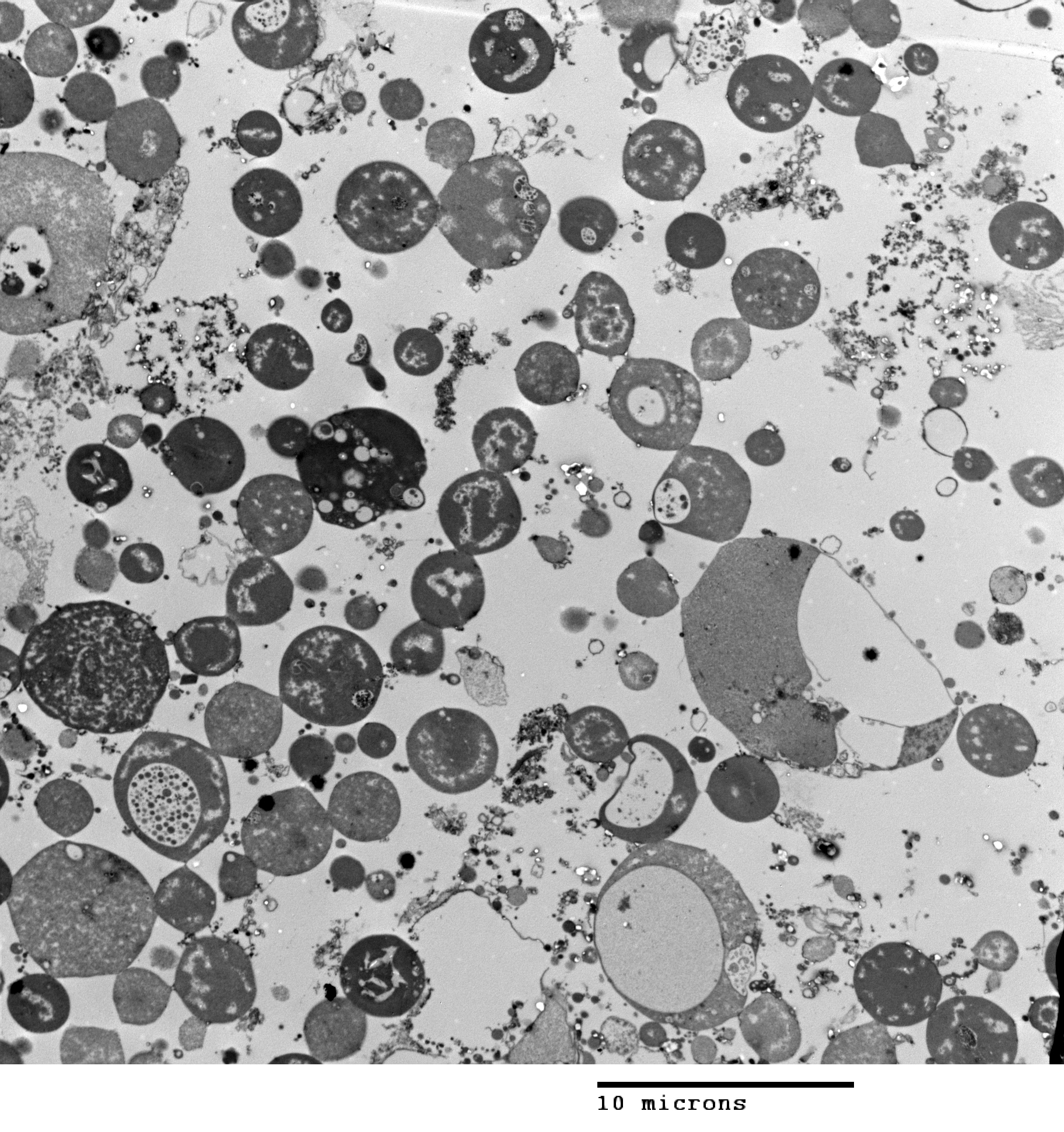
L-vormen van Bacillus subtilis
Schaalaanduiding is 10 µm.

Door het ontbreken van een celwand hebben L-vormen niet meer de vorm van de oorspronkelijke soort, maar zijn bolvormig. Hoewel zij zich kunnen ontwikkelen uit zowel gram-positieve als uit gram-negatieve bacteriën, zijn de L-vormen zelf door het ontbreken van een celwand altijd gram-negatief.
De L-vormen kunnen zich onder bepaalde condities wel voortplanten, maar de nieuwe cellen verschillen onderling sterk in grootte. Dat L-vormen zich zonder celwand kunnen delen komt mogelijk door het vermogen om toch nog in enige mate peptidoglycaan te produceren
. Naast onstabiele L-vormen, die de neiging hebben om bij verdere deling weer tot de oorspronkelijke bacterie-vorm terug te keren, zijn er ook stabiele L-vormen die verder alleen nog maar L-vormen voortbrengen. Stabiele L-vormen ontstaan gewoonlijk na het doorkweken van een groot aantal generaties.
Doordat L-vormen geen celwand bezitten zijn zij resistent tegen bètalactamantibiotica, zoals penicilline. Dit zijn antibiotica die inwerken op de celwand.

## Historie
De L-vorm is vernoemd naar het Lister-Institute for Preventive Medicine in Londen, waar deze vormen werden ontdekt door de Duitse microbiologe Emmy Klieneberger-Nobel (1892-1985)
.
Een onderzoekster die jarenlang (meer dan 70 jaren) onderzoek heeft verricht naar de verschijning van deze bacterie-vormen is Lida H. Mattmann (USA). Zij schreef het boek Cell Wall Deficient Forms: Stealth pathogens, waarvan in 2000 de derde editie is verschenen
.